# Dombeya Music Festival
Le Dombeya Music Festival, du nom d'une fleur endémique du sud de l'Île Maurice, est une manifestation annuelle ayant pour objectif de mettre en valeur les artistes mauriciens et la région de Mahébourg,. Organisé par Mouv Production ( Roberto Reine de Carthage, Damien Bathurst), la première édition de ce festival en 2015 à immédiatement suscité l'intérêt du public dans cette région, très touristique mais peu animée de l'île,. Le but du festival est de réunir les autour de la musique et pendant plusieurs jours habitats de la zone, touristes locaux et internationaux. Le festival se déroule sur le site de l'amphitéatre Pointe Canon de Mahébourg et sur le Waterfront la journée du dimanche.

## Première édition: 2015
Lors de la première édition en 2015, les artistes du sud sont principalement mis à l'honneur. Du 30 octobre au 1er novembre 2015, 26 groupes se succèdent sur les quatre scènes du festival alternant des artistes confirmés et des découvertes. La vocation du festival est avant tout de fournir un support aux talents mauriciens émergents avec l'appui et l'aide de têtes d'affiches bénéficiant d'une forte notoriété. Afin d'offrir aussi un spectacle dans le village, les traditionnelles régate de Mahébourg se mettent au couleur du festival et organisent la "Dombeya Cup" enlevée pour l'édition 2015 par l'équipage de "la Minerve".
Le succès de cette première édition inscrit immédiatement Dombeya Music Festival dans le circuit festivalier Mauricien malgré les nombreuses difficultés rencontrées par le secteur,.

## Seconde édition: 2016
La seconde édition de Dombeya, attendu par de nombreux participants à la première,, se tient sur un format différent et réduit le 30 et 31 octobre 2016. Trois scènes au lieu de quatre et deux jours uniquement du fait d'un budget plus restreint.Le principe même du festival ne change pas, une pléiade d'artistes locaux, des régates et deux jours de fête dans le village de mahébourg. Cette édition rencontre a nouveau un important intérêt du public, le festival est désormais "sur les rails".
Une édition 2017 est prévue.

## Lokal Mechant
Dombeya Music Festival est à l'origine de la création de la marque Mauricienne Lokal Méchant qui prone les valeurs locales.

## Espaces scéniques
Le festival est organisé en différents espaces disposant chacun d'une particularité et d'une orientation spécifique,,.

### L'Amphi Stage
Est la scène principale, elle accueille les têtes d'affiches et offre un espace couvert au public en cas d'intempéries. Cet espace étant relativement fermé et difficile à sonoriser, il accueillera à compter de 2017 les groupes "acoustiques" Lion Stage devenant la scène principale.

### Lion Stage
Du nom de la montagne du Lion qui caractérise le paysage de Mahébourg et surplombe le site. Cette scène intermédiaire extérieure permet d’enchaîner sans interruption le programme avec l'Amphi Stage en proposant une programmation d'artistes de toute notoriétés.

### Heritaz Stage
Il s'agit d'un tremplin découverte, un "open stage", délocalisé, lors de la seconde édition, directement sur le front de mer de Mahébourg afin d'offrir, pendant les régates un spectacle musical gratuit.

### VIP Playground
Scène électro du festival lors de la première édition dans un espace réservé, elle sera lors de la seconde ouverte à tous et rebaptisée Nya Sound System.

## Programmations

### Édition 2015
Vendredi 30 octobre 2015: 
- L'Amphi : Menwar, Zulu
- Lion Stage : Barefoot, La Foule
- Heritaz: Unmind, Elyjah

- VIP Playgroung : Sakti & Skizofan, Cream Cracker

Samedi 31 octobre 2015 :
- L'Amphi : Hans Nayna [21], Blakkayo
- Lion Stage : Philippe Thomas Syndicate, Ras Nininn
- Heritaz: Oeson-Kaira Jamrock, Damien Elisa

- VIP Playgroung : Matsonic, BrainLove

Dimanche 1er novembre 2015 
- L'Amphi : Ras Natty Baby, The Prophecy
- Lion Stage : Mr H, Fight Appart
- Heritaz : Zion, Kreol Jazz
- VIP Playgroung : David Jay & Zo to Zoo

Vainqueur Dombeya Cup : La Minerve

### Édition 2016
Samedi 29 octobre 2016 :
- L'Amphi : OSB Crew, Mulaëo, Mr Snyp & The Prophecy, Flashback
- Lion Stage : Mauritius Blues Society, A4C, Black Starline, Osmosis Project

Dimanche 30 octobre 2016 :
- L'Amphi : Lin & Otentik Groove, Hans Nayna, Linzy Bacbotte (Feat Mauravann), Mr H
- Lion Stage : Tritonik, JahFazon, Les Inkonus, Davidsen Kamanah

Heritaz Stage : scène découverte sur le Waterfront Artistes 100 % Mahébourg (jusqu’à 15h)
Vainqueur Dombeya Cup : La Minerve